# دييغو غارسيا (منافس ألعاب قوى)
دييغو غارسيا (بالإسبانية: Diego García Carrera)‏ هو منافس ألعاب قوى إسباني، ولد في 19 يناير 1996 في مدريد في إسبانيا.

## وصلات خارجية
- دييغو غارسيا على موقع الاتحاد الدولي لألعاب القوى (الإنجليزية)
- دييغو غارسيا على موقع الاتحاد الأوروبي لألعاب القوى (الإنجليزية)
- دييغو غارسيا على موقع اللجنة الأولمبية الدولية (الإنجليزية)
- دييغو غارسيا على موقع أوليمبيديا (الإنجليزية)